# Acacia betchei
Acacia betchei — вид квіткових рослин з родини бобових. Ареал: Австралія (Новий Південний Уельс, Квінсленд).

## Екологія
Він зустрічається вздовж плоскогір’я Великого Вододільного хребта від північно-східного Нового Південного Уельсу на півдні до південно-східного Квінсленда. Зустрічається в піщано-гранітних ґрунтах у складі лісових угруповань.

## Морфологічний опис
Це кущ заввишки до 4 метрів з голими тонкими гілочками темно-червоного кольору. Тонкі зелені прямі або загнуті філодії мають вузьколінійну форму. Філодії мають довжину від 5 до 14 см і ширину від 2 до 3 мм з неясною середньою жилкою.